# Sinișa Dragin
Sinișa Dragin  (sârbă: Siniša Dragin, n. 6 februarie 1960, Kula⁠(d), RP Serbia, RSF Iugoslavia) este un regizor de film sârbo-român.

## Filmografie
Ca regizor
- Pădurea (2014)
- Dacă bobul nu moare (2010)
- Where Europe Ends (2009)
- Faraonul (2004)
- În fiecare zi Dumnezeu ne sărută pe gură (2001)
- Lunga călătorie cu trenul (1997)
- Ploaia (1996)
- Arzator e soarele deasupra Tichileștiului (1995)
- Tristetea aurului negru (1994)